# Adalbert Langer
Adalbert Langer (* 14. Mai 1905 in Dauba, Böhmen; † 4. November 1994 in Weil der Stadt) war ein deutscher Jurist.

## Werdegang
Langer besuchte das Gymnasium in Reichenberg und studierte Rechts- und Staatswissenschaften an der Deutschen Universität in Prag. Im Anschluss trat er in seiner nordböhmischen Heimat in den Justizdienst ein. Nach Vertreibung kam er nach Württemberg und war dort vor seiner Pensionierung im Jahr 1970 Direktor des Amtsgerichts Stuttgart-Bad Cannstatt.
Neben seiner Tätigkeit als Jurist setzte er sich für die Sozialarbeit der sudetendeutschen Vertriebenen ein. Publizistisch trat er mit rechtsvergleichenden Schriften hervor.

## Ehrungen
- 1968: Verdienstkreuz 1. Klasse der Bundesrepublik Deutschland

## Schriften
- Zu den Quellen des Rechtsdenkens bei Adalbert Stifter. Eine geistesgeschichtliche Studie. - Linz: Oberösterreichischer Landes-Verlag 1968
- Böhmen in den Geschichtslehrbüchern des alten Österreich, in: Hans Lemberg (Hrsg.): Deutsch-tschechische Beziehungen in der Schulliteratur und im populären Geschichtsbild., Braunschweig 1980 (Studien zur internationalen Schulbuchforschung; 28), S. 69–77